# تيموثي كاثكارت
تيموثي كاثكارت (بالإنجليزية: Timothy Cathcart)‏ هو سائق رالي بريطاني، ولد في 7 يوليو 1994 في Enniskillen ‏ في المملكة المتحدة، وتوفي في 15 أغسطس 2014 في Fivemiletown ‏ في المملكة المتحدة.

## روابط خارجية
- تيموثي كاثكارت على موقع eWRC-results.com (الإنجليزية)